# Sillviken och Stubbsand

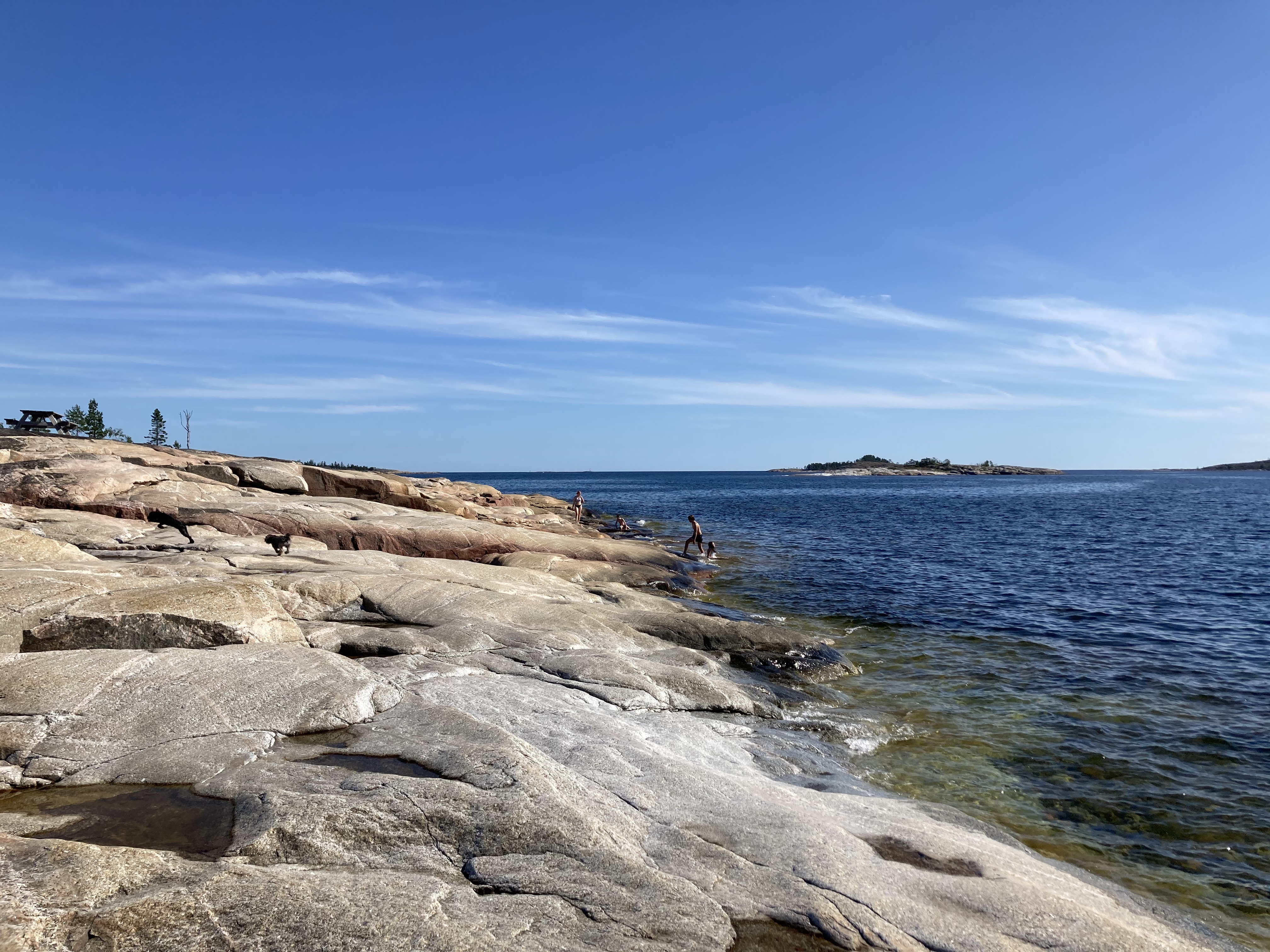
Badklippor utanför Stubbsand.

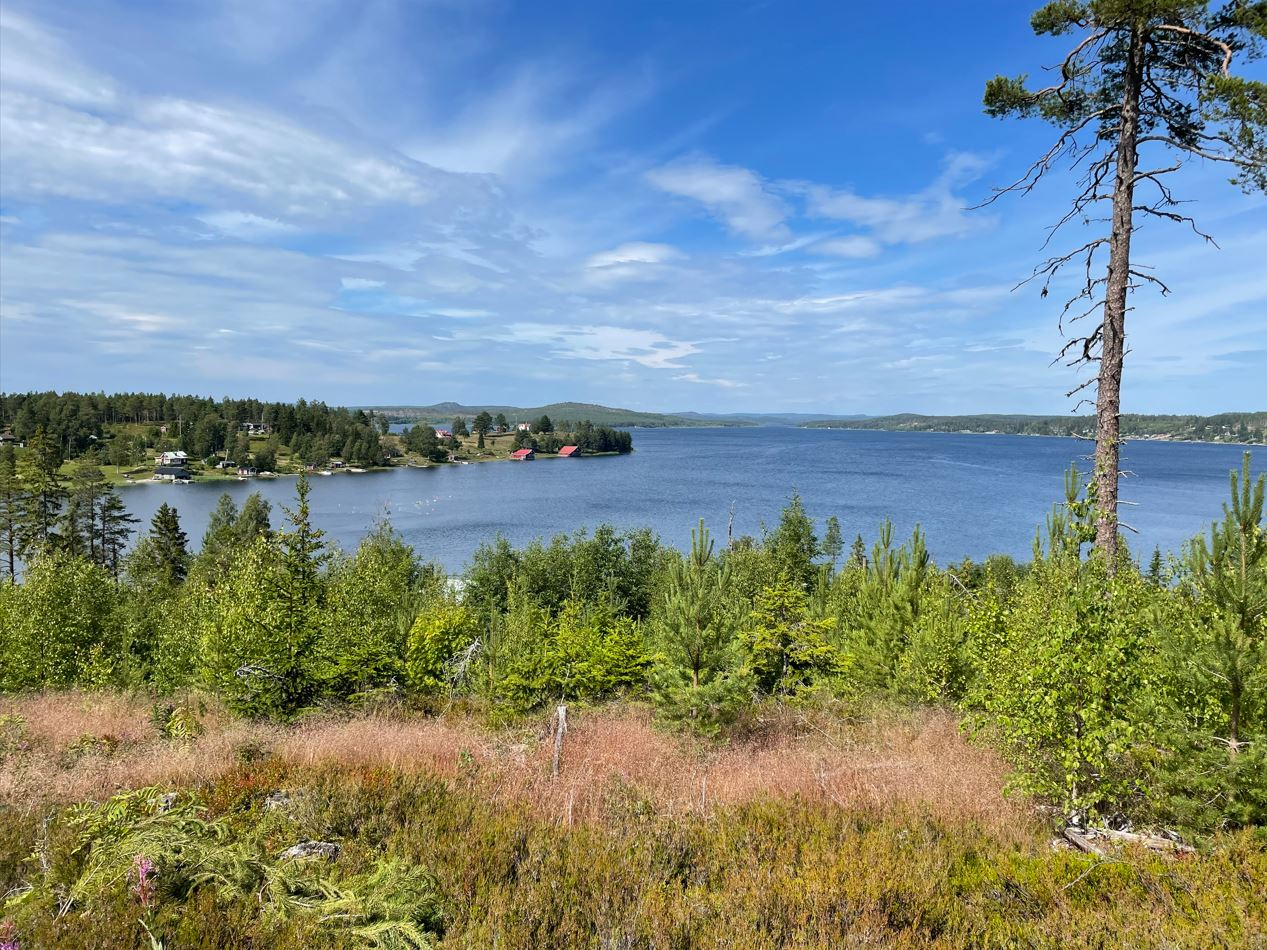
Utsikt från Malmön NV mot Örnsköldsviksfjärden. Mattjäl och Sillviken på höger sida.

Sillviken, Mattjäl och Stubbsand är natursköna områden vid Havsfjärdens strand utanför Örnsköldsvik, på gränsen mellan Arnäs distrikt (Arnäs socken) och Grundsunda distrikt (Grundsunda socken). I området återfinns byn Sillviken, fiskeläget Mattjäl och fritidshusområdet Stubbsand. Från 2015 avgränsar SCB här en småort.
Området utgör den nordligaste delen av Höga Kusten med goda möjligheter till rekreation, båt- och badliv.

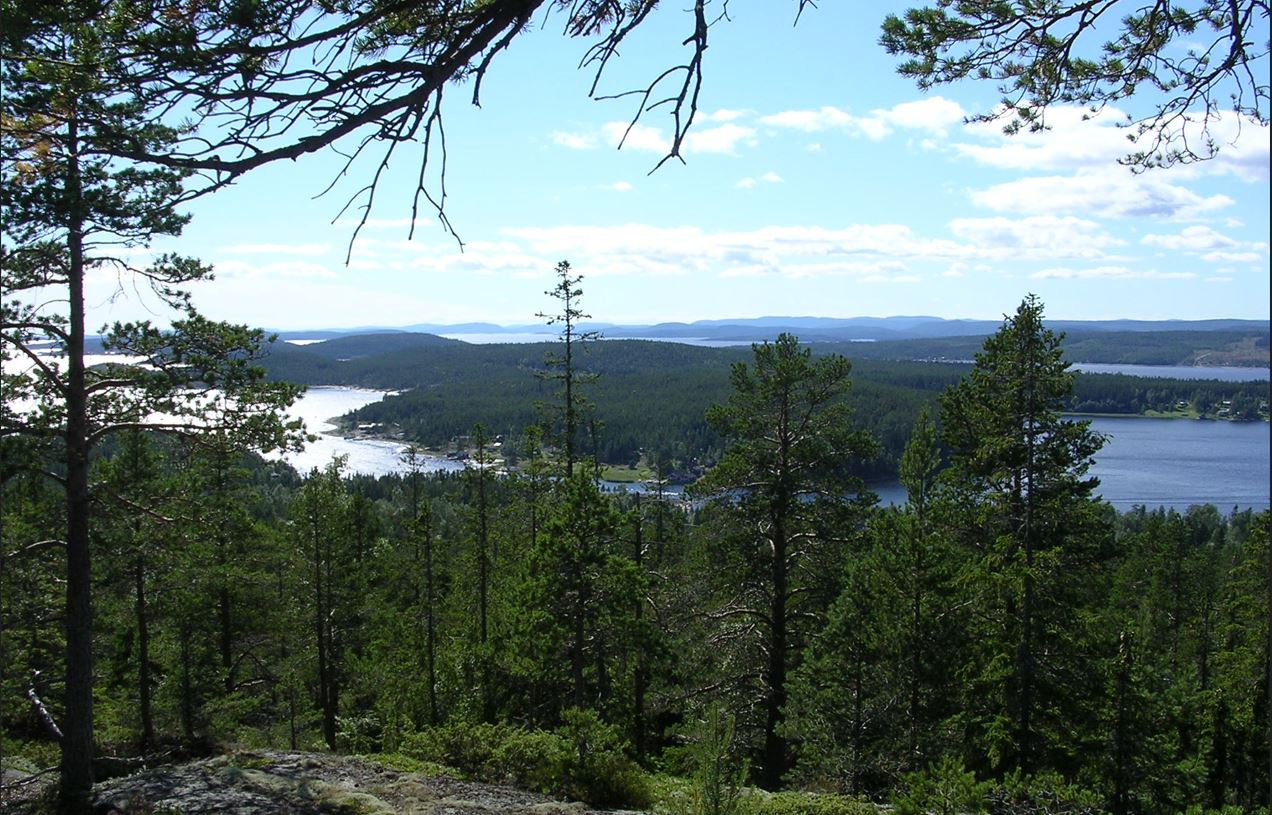
Utsikt över Malmön och Mattjälssundet, från Alkaberget.

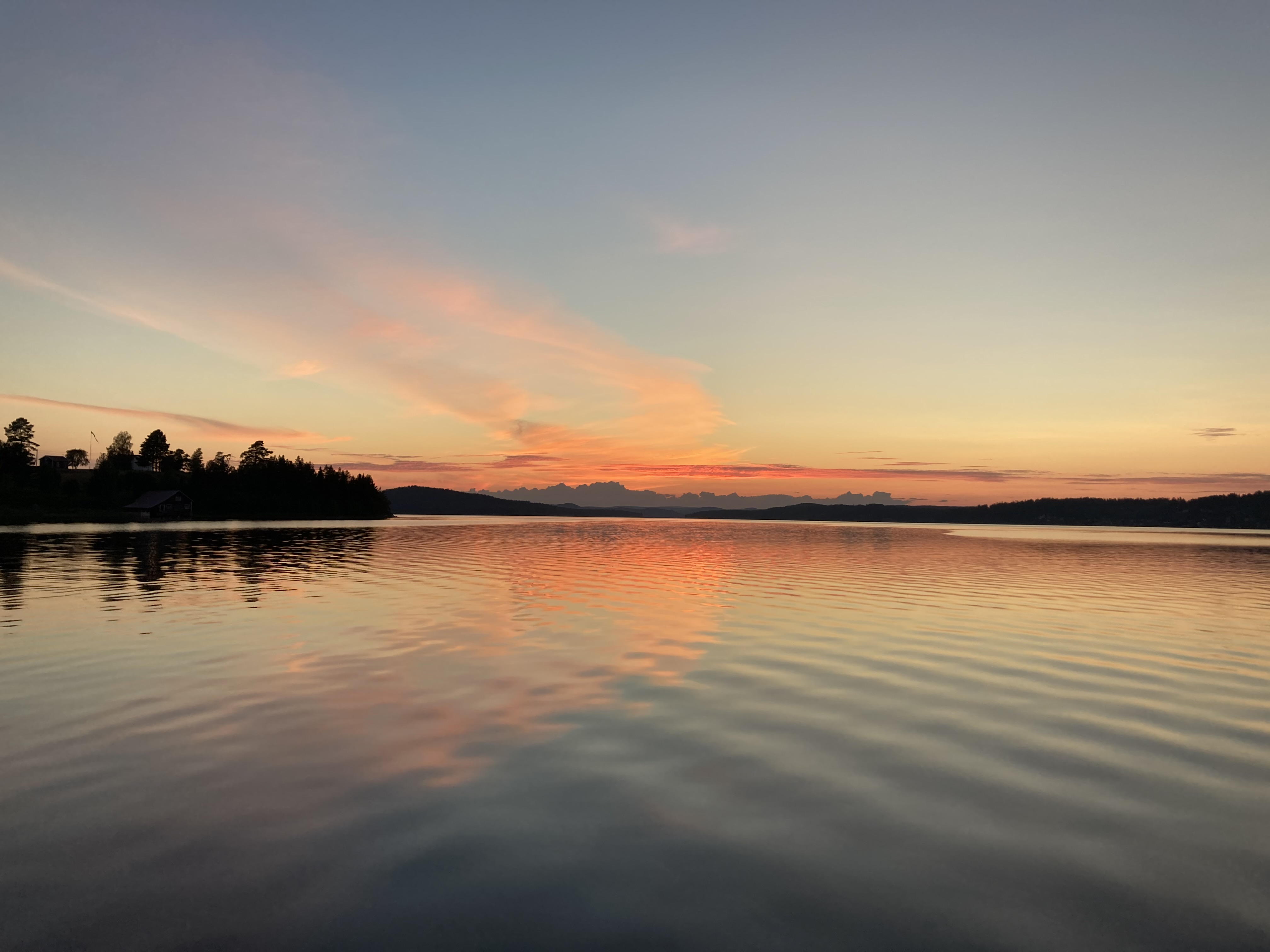
Solnedgång över Mattjälssundet.

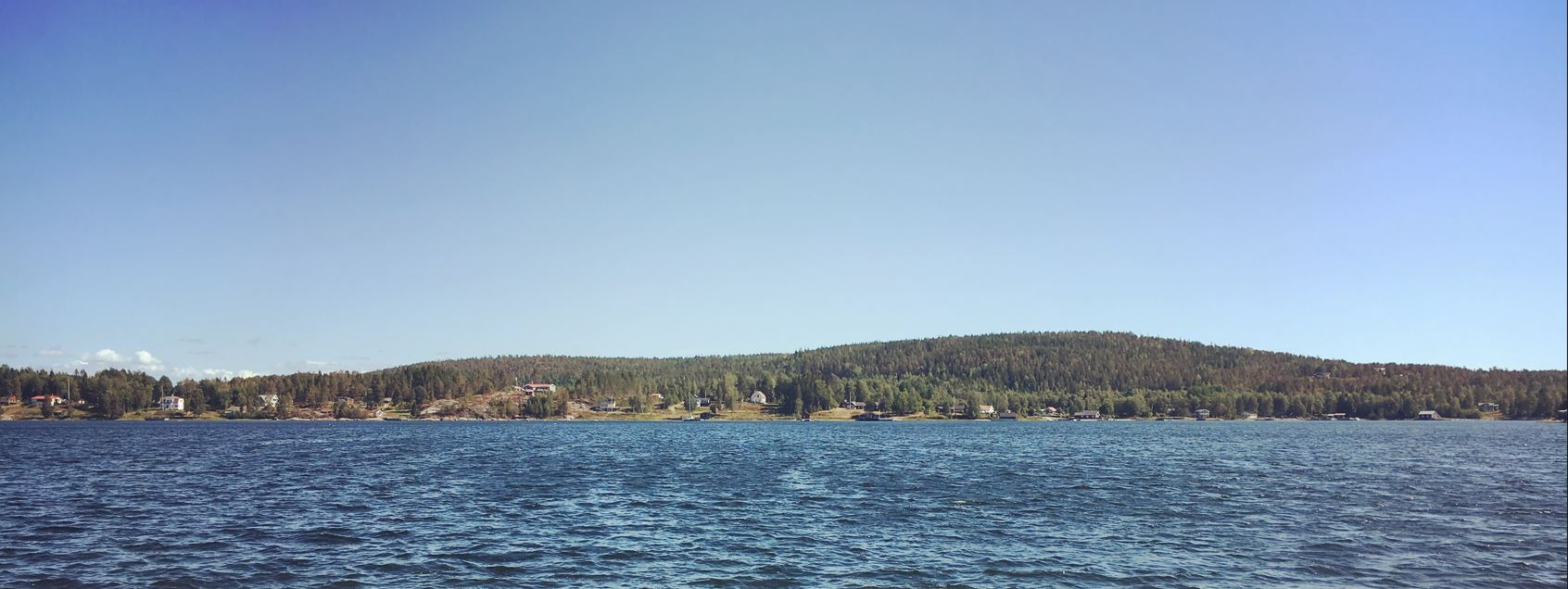
Parti av Mattjäl.

## Källor

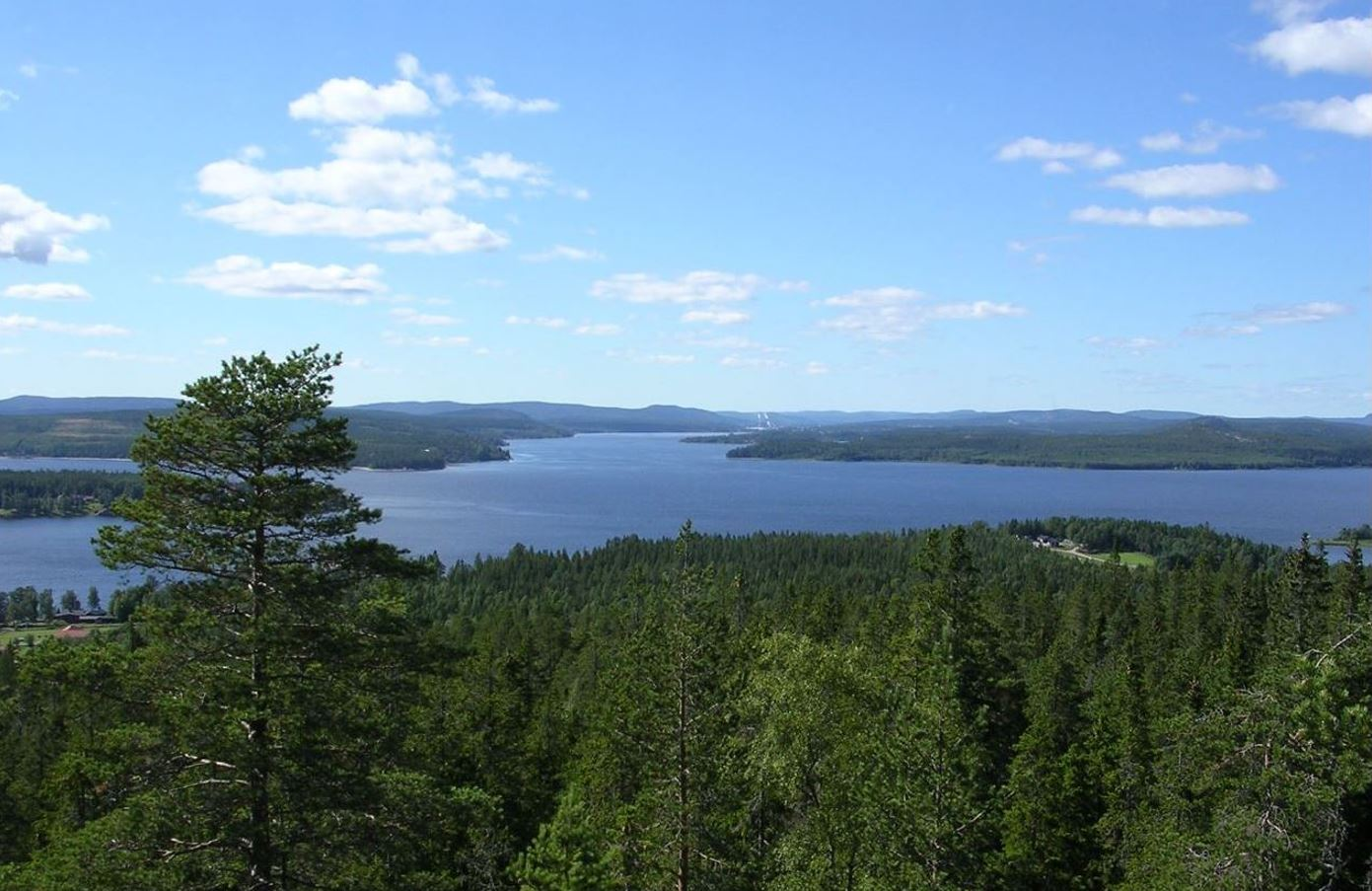
Utsikt över Mattjäl och Sillviken från Alkaberget. Örnsköldsvik i bakgrunden.